# Kriegerdenkmal Miltern

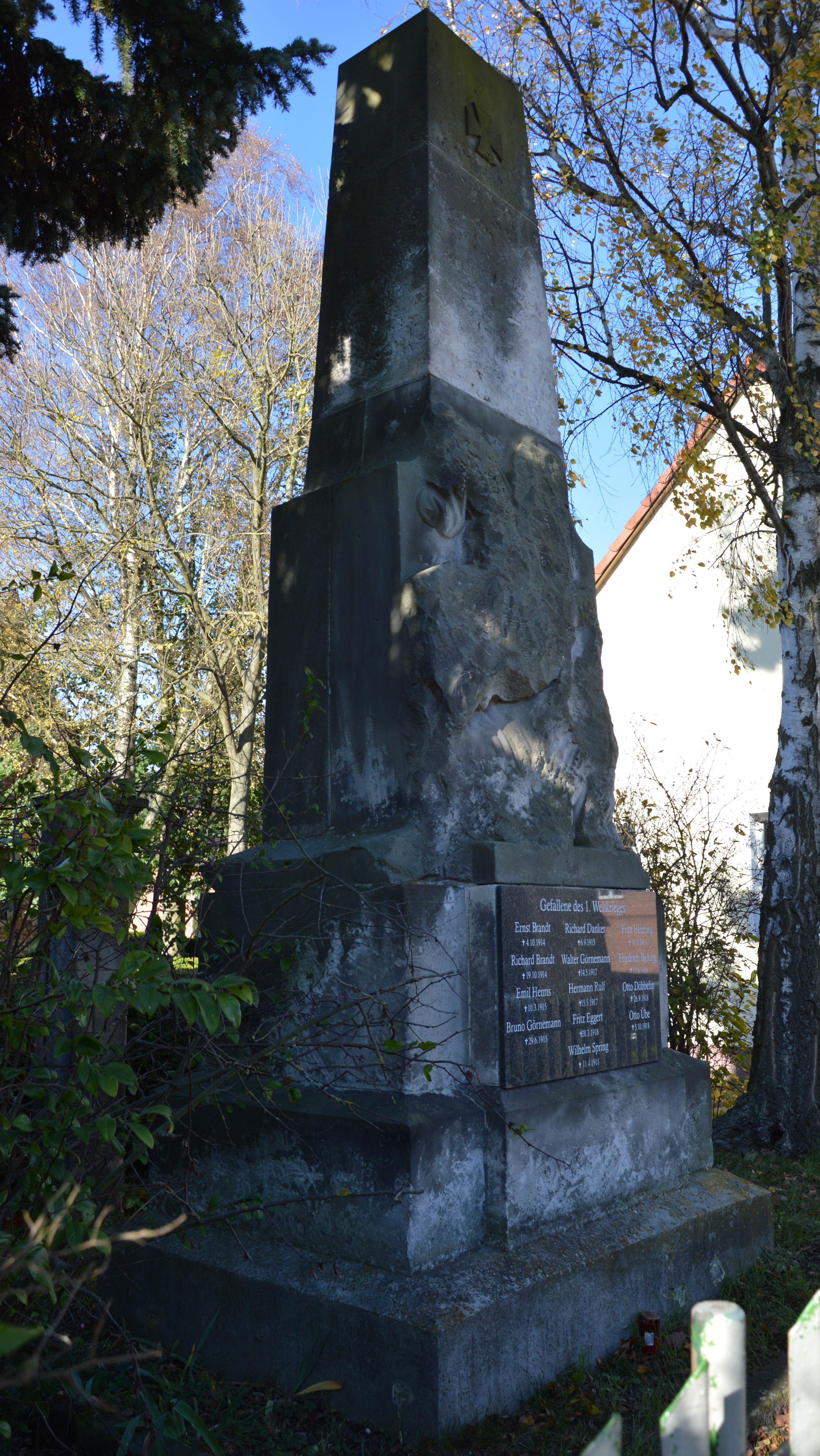
Kriegerdenkmal Miltern

Das Kriegerdenkmal Miltern ist ein denkmalgeschütztes Kriegerdenkmal im zur Stadt Tangermünde gehörenden Dorf Miltern in Sachsen-Anhalt.

## Lage
Es befindet sich unmittelbar westlich der Dorfstraße an der Adresse Dorfstraße 48 auf dem Kirchhof der Dorfkirche Miltern.

## Gestaltung und Geschichte
Das Kriegerdenkmal wurde am 11. Oktober 1919, nach anderen Angaben 1920, eingeweiht und wurde zur Erinnerung an die im Ersten Weltkrieg gefallenen Bürger Milterns errichtet. Zur Straße hin befand sich ein großes, den Heiligen Georg darstellendes Relief. Das aus Sandstein gearbeitete Relief zeigte den auf einem Pferd reitenden Georg, der mit einem Speer einen Drachen tötet. Am Ende des Zweiten Weltkriegs wurde im Vorfeld des Einrückens US-amerikanischer Truppen von Walter Berth und einem weiteren Einwohner aus Miltern, Werner Behrendt aus Bindfelde und Otto Behrendt aus Tangermünde das Relief zerstört. Andere Angaben geben als Zeitraum der Zerstörung die Zeit nach 1945 an. Die Figur des Heiligen Georg wurde mitsamt Schwert und Speer herausgemeißelt. Heute sind nur noch Umrisse und Fragmente zu erkennen. Zugleich verschwand wohl auch die ursprüngliche Inschrift. Der Kopf des Heiligen Georg wurde von Elfriede Behrendt in ihrem Haus auf dem Dachboden versteckt. Nach der politischen Wende des Jahres 1989 soll sie den Kopf nach Westdeutschland mitgenommen haben. Nach anderen Angaben wurde der Kopf auf einem Grundstück gefunden und vom westdeutschen Alteigentümer mitgenommen.
An der Spitze des Denkmals ist zur Straßenseite hin die Abbildung eines Eisernen Kreuzes zu erkennen. Im unteren Bereich befindet sich eine Gedenktafel mit der Inschrift:
Gefallene des 1. Weltkrieges
| Ernst Brandt    | Richard Danker   | Fritz Henning     |
| † 4.10.1914     | † 6.9.1915       | † 11.8.1918       |
| Richard Brandt  | Walter Görnemann | Friedrich Bielang |
| † 19.10.1914    | † 14.5.1917      | † 11.8.1918       |
| Emil Herms      | Hermann Rulf     | Otto Döbbelin     |
| † 10.3.1915     | † 15.5.1917      | † 26.9.1918       |
| Bruno Görnemann | Fritz Eggert     | Otto Übe          |
| † 29.6.1915     | † 28.3.1918      | † 5.10.1918       |
|                 | Wilhelm Spring   |                   |
|                 | † 11.4.1918      |                   |

In der nordwestlich des Denkmals gelegenen Kirche befinden sich weitere an Kriegsteilnehmer und -tote verschiedener Kriege erinnernde Gedenktafeln.
Im örtlichen Denkmalverzeichnis ist das Kriegerdenkmal unter der Erfassungsnummer 094 76715 als Kleindenkmal verzeichnet.